# فلیکس اوژه-الیاسیم
فلیکس اوژه-اَلیاسیم (فرانسوی: Félix Auger-Aliassime‎؛ زادهٔ ۸ اوت ۲۰۰۰) تنیس‌باز توگویی‌تبار اهل کانادا است.